# Конте (Сома)
Конте (фр. Contay) насеље је и општина у североисточној Француској у региону Пикардија, у департману Сома која припада префектури Амјен.
По подацима из 2011. године у општини је живело 365 становника, а густина насељености је износила 43,4 становника/km². Општина се простире на површини од 8,41 km². Налази се на средњој надморској висини од 60 метара (максималној 133 m, а минималној 47 m).

## Демографија
| 1962. | 1968. | 1975. | 1982. | 1990. | 1999. | 2011. |
| ----- | ----- | ----- | ----- | ----- | ----- | ----- |
| 294   | 301   | 285   | 294   | 333   | 353   | 365   |

График промене броја становника у току последњих година